# Ghani Qassymow

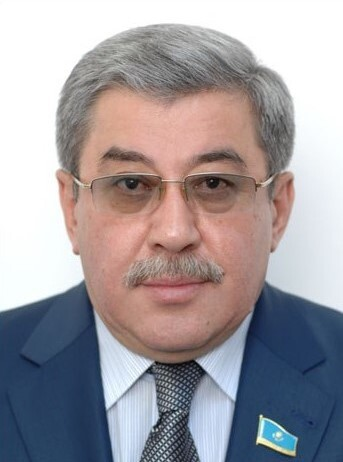
Ghani Qassymow (2011)

Ghani Jessenkeldiuly Qassymow (kasachisch Ғани Есенкелдіұлы Қасымов Ğani Esengeldinūly Qasymov, russisch Гани Есенгельдинович Касымов; * 3. Mai 1950 in Gurjew, Kasachische SSR) ist ein kasachischer Politiker. Er war von der Gründung im Jahr 2000 bis zu ihrer Auflösung im Jahr 2015 Parteivorsitzender der Partei der Patrioten Kasachstans.

## Leben
Ghani Qassymow wurde 1950 in Gurjew geboren. Er begann 1967 ein Studium an der Staatliche Kasachische Kirow-Universität in Alma-Ata und wechselte 1969 an das Staatliche Moskauer Institut für Internationale Beziehungen, wo er 1974 einen Abschluss in der Fachrichtung Außenbeziehungen machte.
Er begann seine Laufbahn 1975 im Außenministerium der Kasachischen SSR, wo er zuerst in der Konsularabteilung arbeitete und Leiter der Abteilung für Presse und Information des Ministeriums war. Von Januar 1979 bis Juli 1981 war er erster Sekretär der Protokollabteilung und anschließend Generalsekretär des Ministeriums. Zwischen Mai 1990 und Februar 1992 war er Berater des Präsidenten der Kasachischen SSR. Nach der Unabhängigkeit Kasachstans war er ab Februar 1992 Leiter der Internationalen Abteilung des Präsidialadministration und des kasachischen Ministerkabinetts. Anschließend war er zwischen Juni 1994 und September 1996 Vertreter Kasachstan in Handels- und Wirtschaftsfragen in Frankreich. Seit September 1996 bekleidete er den Posten des Vorsitzenden des Staatlichen Zollkomitees Kasachstans.
Qassymow trat bei der kasachischen Präsidentschaftswahl 1999 als einer von vier Kandidaten an. Dabei konnte er einen Stimmenanteil von rund fünf Prozent erzielen und machte somit hinter Amtsinhaber Nursultan Nasarbajew und Serikbolsyn Äbdildin den dritten Platz. Vor seiner Ankündigung, bei der Wahl kandidieren zu wollen, galt er als weitgehend unbekannt auf der politischen Bühne des Landes. Im Laufe des Wahlkampfes gewann er allerdings zusehends an Bekanntheit, was zu einem großen Teil an seinem Verhalten lag. So reagierte er auf provozierende Fragen eines Moderators in einem TV-Interview damit, dass er eine Blumenvase auf ihn warf. Zu seinen politischen Forderungen gehörten damals unter anderem die Schaffung eines unabhängigen Parlaments, einer professionellen Regierung und einer gerechten Justiz.
Nach der kasachischen Parlamentswahl 1999 wurde er Abgeordneter in der Mäschilis für den Stadtbezirk Äuesow in Almaty. Von August 2007 bis September 2013 war er durch den kasachischen Präsidenten zum Abgeordneten im Senat ernannt worden. Bei der Präsidentschaftswahl 2011 war Qassymow erneut angetreten, konnte aber nur zwei Prozent der Stimmen erreichen.
Im Oktober 2013 wurde Qassymow zum Vertreter der Nationalen Unternehmerkammer im Senat. Nur einen Monat später ernannte man ihn zum Vorsitzenden des Rates zum Schutz der Rechte von Unternehmern bei der Nationalen Unternehmerkammer Kasachstans.